# オーフス・スタディオン
オーフス・スタディオン（Aarhus Stadion）は、デンマーク・中央ユラン地域オーフスにある多目的スタジアム。オーフスA/Sの子会社であるアトレティオン (Atletion)によって管理・運営されており、オーフスGFがホームスタジアムとして使用している。

## 概要
2015年7月より、国内のビールメーカーであるセレス醸造所がスタジアムの命名権を購入し、セレス・パルク&アレナ (Ceres Park & Arena)と命名された。
1920年にスタジアムは開場したが、設計者のアクセル・ヘーグ＝ハンセンは、木製のアーチ構造が特徴的な国内最大の鉄道駅であるコペンハーゲン中央駅を参考に設計したため、当時のスタジアムの外観には多くのアーチ構造が見られた。1925年5月27日には、スタジアム初の国際Aマッチとなるデンマーク代表対フィンランド代表の試合が行われた。1940年代に入るとスタジアムの拡張が必要になり、1948年にスタジアム西側に新たなスタンドが建設され、収容人数は24,000人まで拡大した。
陸上トラックが併設しているスタジアムであるため、2019年12月、オーフス自治体はこの地に全く新しいサッカー専用スタジアムの建設を発表した。工期は2026年末までの予定である。

## ギャラリー

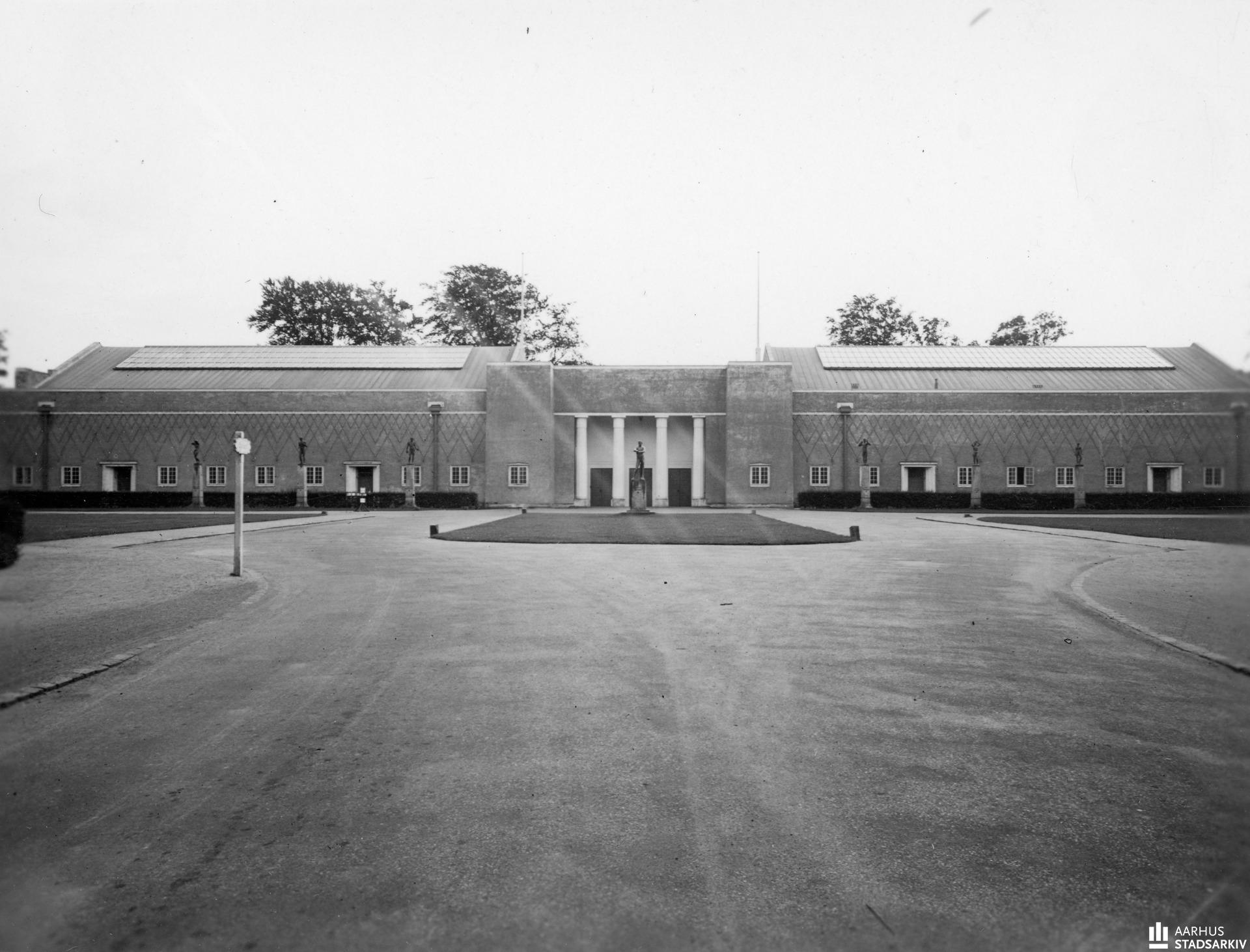
1920年当時の正面玄関
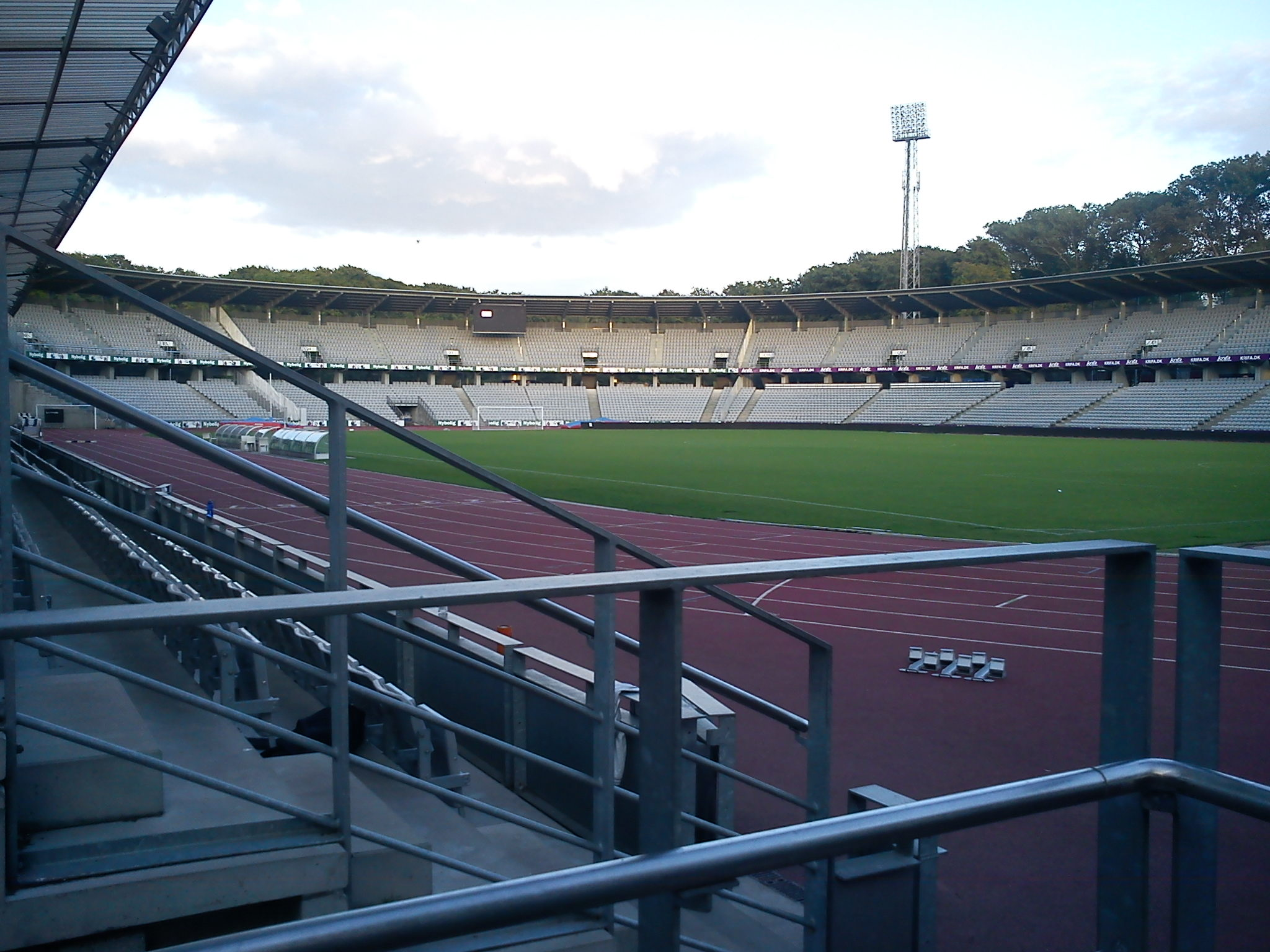
内観1
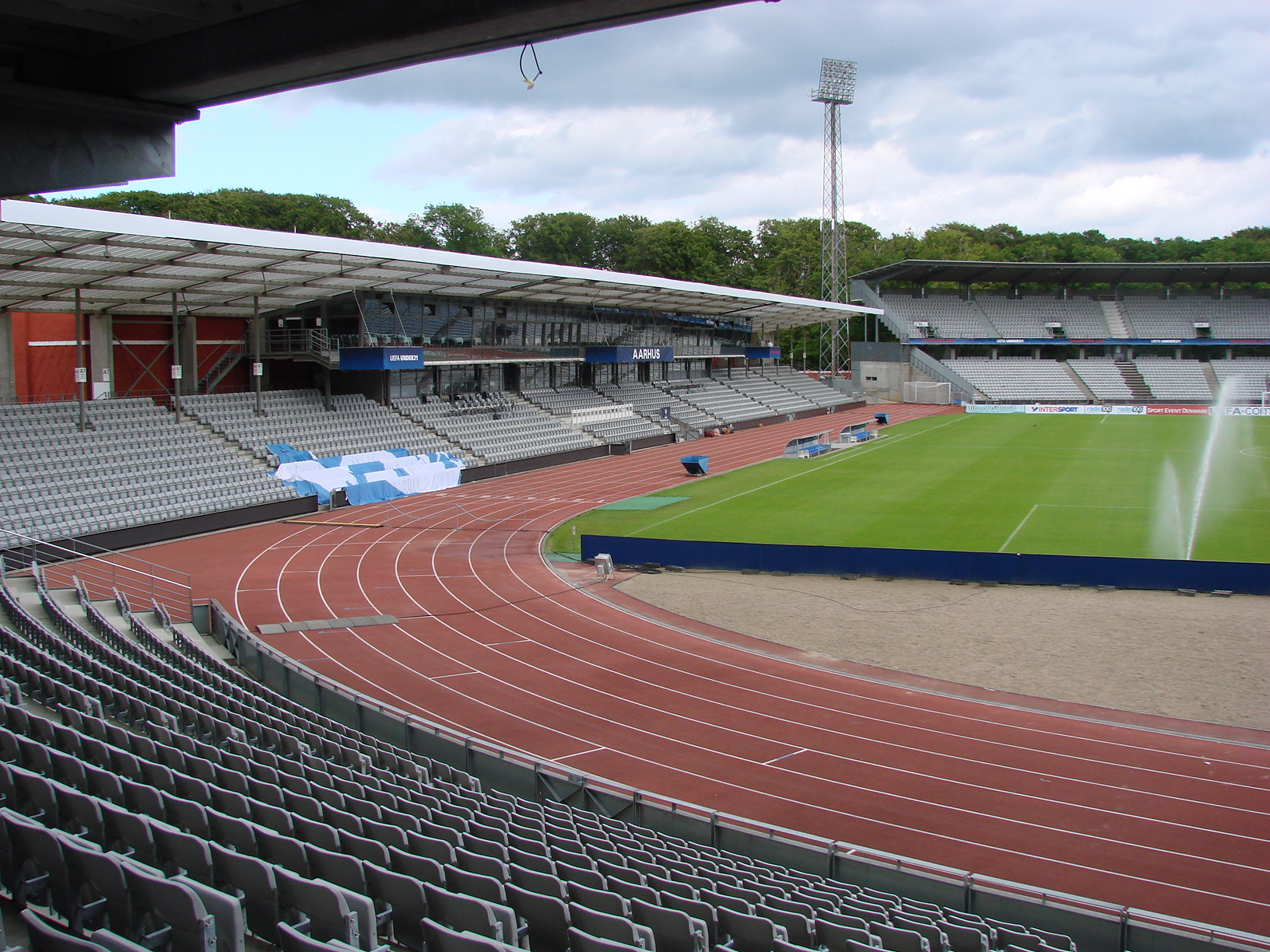
内観2